# Coatepec Harinas
Coatepec Harinas är en stad i Mexiko, och administrativ huvudort i kommunen Coatepec Harinas i södra av delen delstaten Mexiko. Staden hade 6 950 invånare vid folkräkningen 2010 och är kommunens klart största samhälle.
Staden grundades av nahuafolket under namnet Coauhtepetl (nahuatl), antagligen mellan år 650 och år 750. Staden återgrundades 1560 i Nya Spanien under namnet Coatepec. 1825 lades Harinas (spanska: mjöl) till i namnet, antagligen på grund av ortens stora mjölproduktion och för att särskilja sig från andra orter med namnet Coatepec.

## Galleri

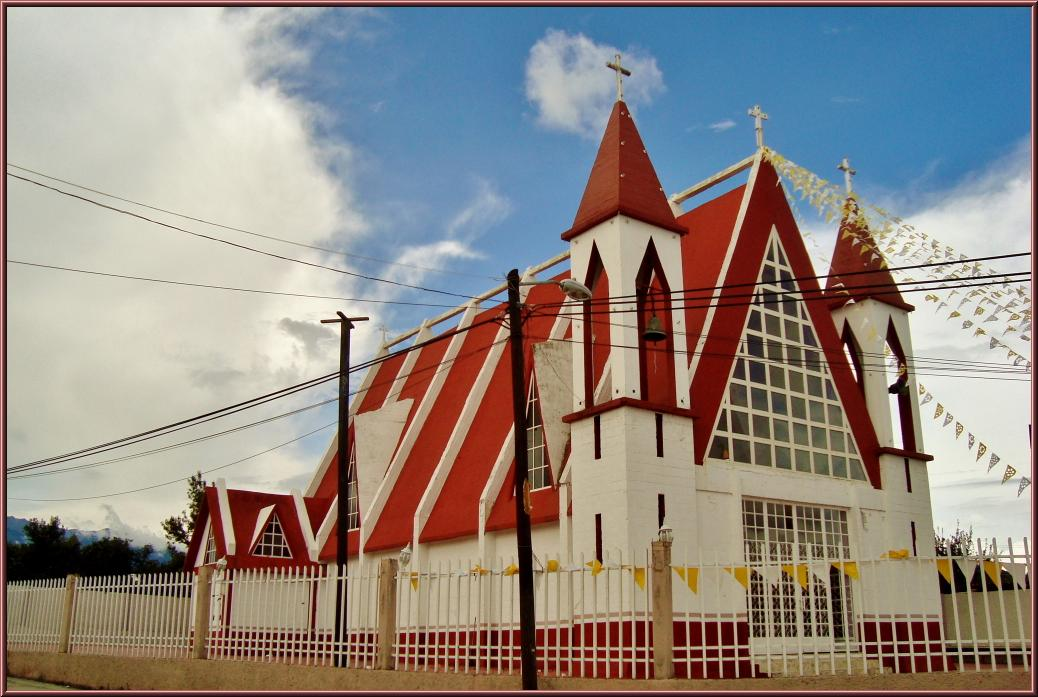
Capilla de Nuestra Señora de Santa Ana
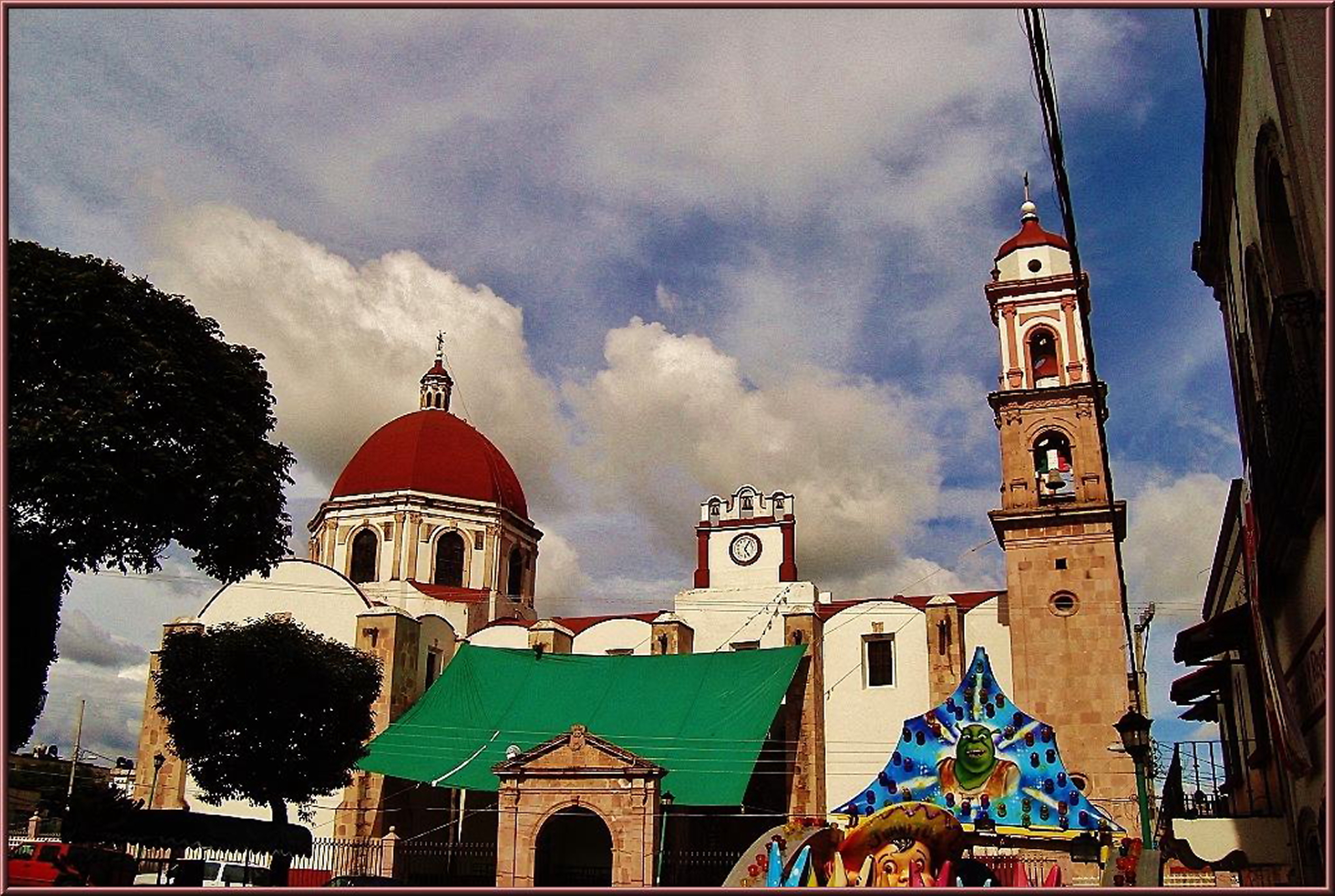
Parroquia de la Asunción de María